# Makura
Makura è un'isola del Pacifico nelle Isole Shepherd, provincia di Shefa, Vanuatu.
L'isola costituisce il picco centrale della caldera del vulcano sottomarino Makura, che copre anche le vicine isole di Emi e Mataso.
La maggior parte degli abitanti (circa mille) vivono nel villaggio di Malakof sulla costa nord-occidentale dell'isola. L'altezza massima è di 297 m sul livello del mare (località Saksak).